# 79. Golden Globe-gála
A 79. Golden Globe díjátadót 2022. január 9-én tartották. A 2021-ben filmszínházakba, vagy képernyőkre került amerikai filmeket, illetve televíziós sorozatokat díjazó rendezvényre a kaliforniai Beverly Hillsben, a Beverly Hilton Hotelben került sor, a Hollywoodi Külföldi Tudósítók Szövetsége (HFPA) szervezésében.
A jelöltek listáját Snoop Dogg rapper és Helen Hoehne HFPA-elnök hozták nyilvánosságra 2021. december 13-án.
A díjátadó részletei a bejelentett jelölések ellenére szinte az utolsó pillanatig tisztázatlanok maradtak, mert a díjátadó hagyományos televíziós közvetítője, az NBC hálózat 2021. május 10-én bejelentette, hogy nem fogja sugározni a 79. díjátadót, csatlakozva ezzel a stúdiók, a média és a filmes szakma kiválóságai által a HFPA ellen szervezett bojkotthoz, mivel az nem tesz erőfeszítéseket a szervezeten belüli és tagjai közötti sokszínűség követelményének – legalább húsz éven át egyáltalán nem voltak fekete szavazók a tagok között, és a helyzet az elmúlt években sem sokat javult (sőt súlyosbította azt egy 2021-ben kirobbant botrány: a Los Angeles Timesban megjelent oknyomozó cikk kirekesztéssel, korrupcióval, adócsalással és visszaélésekkel vádolta meg a HFPA-t). Az NBC ugyanakkor hozzátette, hogy amennyiben a HFPA bejelenti a megújuláshoz vezető terveit, 2023-ban folytatni fogja ez esemény sugárzását.
Ezt követően a HFPA azonnal bemutatta a reform-ütemtervét, majd 2021. október 1-jén közzétette a hatályos új reformok alapján felvett 21 új tag névsorát. Október 15-én közölték, hogy január 9-én mindenképpen megtartják a díjátadót, akár találnak új közvetítőt, akár nem. Tekintettel a kialakult helyzetre (az újságírók nehezen jutottak hozzá a filmekhez, mivel egyes stúdiók nem hívták meg őket a vetítésekre) bejelentették azt is, hogy a HFPA ez évben nem tartja magát a szokásos kiválasztási eljáráshoz és szűrési követelményekhez.
Erőfeszítései ellenére nem sikerült új közvetítő partnert, sem előadó művészeket, sem műsorvezetőket találni, ezért – valamint a Covid19-pandémia súlyosbodása miatt – a HFPA január 6-án bejelentette, hogy a ceremóniát zártkörűen tartják meg, a nyertesek listáját pedig a közösségi médiában, illetve sajtóközleményben teszik közzé.
A járványügyi előírások szigorú betartásával megtartott 90 perces eseményen, amelyen elsősorban a szervezet jótékonykodását emelték ki, nem volt jelen díjra jelölt művész, sem vendég, sem média; a részvétel a HFPA kedvezményezettjeire korlátozódott. A Cecil B. DeMille- és a Carol Burnett-életműdíjakat nem osztották ki, s nem ítélték oda a Golden Globe nagykövetete címet sem.

## Jelölések és díjak

### Filmek
A nyertesek a táblázat első sorában, félkövérrel vannak jelölve.
| Legjobb filmes díjak | Legjobb filmes díjak |
| Legjobb filmdráma | Legjobb vígjáték vagy zenés film |
| --- | --- |
| - A kutya karmai közt - Belfast - CODA - Dűne - Richard király | - West Side Story - Cyrano - Ne nézz fel! - Licorice Pizza - Tick, Tick... Boom! |
| Legjobb filmes alakítások (filmdráma) | |
| Színész | Színésznő |
| - Will Smith – Richard király mint Richard Williams - Mahershala Ali – Hattyúdal mint Cameron Turner - Javier Bardem – Az élet Ricardóéknál mint Desi Arnaz - Benedict Cumberbatch – A kutya karmai közt mint Phil Burbank - Denzel Washington – Macbeth tragédiája mint Macbeth                      | - Nicole Kidman – Az élet Ricardóéknál mint Lucille Ball - Jessica Chastain – Tammy Faye szemei mint Tammy Faye Bakker - Olivia Colman – Az elveszett lány mint Leda Caruso - Lady Gaga – A Gucci-ház mint Patrizia Reggiani - Kristen Stewart – Spencer mint Diána walesi hercegné                                  |
| Legjobb filmes alakítások (vígjáték vagy zenés film) | |
| Színész | Színésznő |
| - Andrew Garfield – Tick, Tick... Boom! mint Jonathan Larson - Leonardo DiCaprio – Ne nézz fel! mint Randall Mindy - Peter Dinklage – Cyrano mint Cyrano de Bergerac - Cooper Hoffman – Licorice Pizza mint Gary Valentine - Anthony Ramos – In the Heights – New York peremén mint Usnavi de la Vega | - Rachel Zegler – West Side Story mint María Vasquez - Marion Cotillard – Annette mint Ann Defrasnoux - Alana Haim – Licorice Pizza mint Alana Kane - Jennifer Lawrence – Ne nézz fel! mint Kate Dibiasky - Emma Stone – Szörnyella mint Estella / Szörnyella de Frász                                               |
| Legjobb mellékszereplők (filmdráma, vígjáték vagy zenés film) | |
| Színész | Színésznő |
| - Kodi Smit-McPhee – A kutya karmai közt mint Peter Gordon - Ben Affleck – Iskola a pult mentén mint Charlie Moehringer - Jamie Dornan – Belfast mint Pa - Ciarán Hinds – Belfast mint Pop - Troy Kotsur – CODA mint Frank Rossi                                                                      | - Ariana DeBose – West Side Story mint Anita - Caitríona Balfe – Belfast mint Ma - Kirsten Dunst – A kutya karmai közt mint Rose Gordon - Aunjanue Ellis – Richard király mint Oracene Price - Ruth Negga – A látszat ára mint Clare Bellew                                                                          |
| Egyéb | |
| Legjobb rendező | Legjobb forgatókönyv |
| - Jane Campion – A kutya karmai közt - Kenneth Branagh – Belfast - Maggie Gyllenhaal – Az elveszett lány - Steven Spielberg – West Side Story - Denis Villeneuve – Dűne | - Kenneth Branagh – Belfast - Paul Thomas Anderson – Licorice Pizza - Jane Campion – A kutya karmai közt - Adam McKay – Ne nézz fel! - Aaron Sorkin – Az élet Ricardóéknál |
| Legjobb eredeti filmzene | Legjobb eredeti filmbetétdal |
| - Hans Zimmer – Dűne - Alexandre Desplat – A Francia Kiadás - Germaine Franco – Encanto - Jonny Greenwood – A kutya karmai közt - Alberto Iglesias – Párhuzamos anyák | - „No Time to Die” (Billie Eilish és Finneas O’Connell) – Nincs idő meghalni - „Be Alive” (Dixson, Beyoncé) – Richard király - „Dos Oruguitas” (Lin-Manuel Miranda) – Encanto - „Down to Joy” (Van Morrison) – Belfast - „Here I Am (Singing My Way Home)” (Carole King, Jennifer Hudson és Jamie Hartman) – Respect |
| Legjobb animációs film | Legjobb idegen nyelvű film |
| - Encanto - Menekülés - Luca - My Sunny Maad - Raya és az utolsó sárkány | - Vezess helyettem (Japán) - A hős (Irán) - Hatos fülke (Finnország) - Isten keze (Olaszország) - Párhuzamos anyák (Spanyolország) |

### Televíziós alkotások
A nyertesek a táblázat első sorában, félkövérrel vannak jelölve. Az előző évben nyertes televíziós sorozatokra a „ ♕ ” jel emlékeztet.
| Legjobb televíziós sorozatok | Legjobb televíziós sorozatok |
| Filmdráma | Vígjáték vagy zenés film |
| --- | --- |
| - Utódlás (HBO) - Lupin (Netflix) - The Morning Show (Apple TV+) - Póz (FX) - Nyerd meg az életed (Netflix) | - Hacks - A pénz beszél (HBO Max) - Nagy Katalin – A kezdetek (Hulu) - Gyilkos a házban (Hulu) - Reservation Dogs (FX on Hulu) - Ted Lasso (Apple TV+) |
| Minisorozat vagy tévéfilm | |
| - A föld alatti vasút (Amazon Prime Video) - Dopesick (Hulu) - Impeachment: American Crime Story (FX) - Egy szobalány vallomása (Netflix) - Easttowni rejtélyek (HBO) | |
| Legjobb alakítás televíziós sorozatban (filmdráma) | |
| Színész | Színésznő |
| - Jeremy Strong – Utódlás (HBO) mint Kendall Roy - Brian Cox – Utódlás (HBO) mint Logan Roy - I Dzsongdzse (이정재, Lee Jung-jae) – Nyerd meg az életed (Netflix) mint Szon Gihun (성기훈, Seong Gi-hun) - Billy Porter – Póz (FX) mint Prayerful Tell - Omar Sy – Lupin (Netflix) mint Assane Diop                                               | - Mj Rodriguez – Póz (FX) mint Blanca Rodriguez-Evangelista - Uzo Aduba – A terapeuta (HBO) mint Brooke Taylor - Jennifer Aniston – The Morning Show (Apple TV+) mint Alex Levy - Christine Baranski – Diane védelmében (Paramount+) mint Diane Lockhart - Elisabeth Moss – A szolgálólány meséje (Hulu) mint June Osborne / Offred                                             |
| Legjobb alakítás televíziós sorozatban (vígjáték vagy zenés film) | |
| Színész | Színésznő |
| - Jason Sudeikis – Ted Lasso (Apple TV+) mint Ted Lasso - Anthony Anderson – Feketék fehéren (ABC) mint Andre Johnson - Nicholas Hoult – Nagy Katalin – A kezdetek (Hulu) mint III. Péter orosz cár - Steve Martin – Gyilkos a házban (Hulu) mint Charles-Haden Savage - Martin Short – Gyilkos a házban (Hulu) mint Oliver Putnam                | - Jean Smart – Hacks - A pénz beszél (HBO Max) mint Deborah Vance - Hannah Einbinder – Hacks - A pénz beszél (HBO Max) mint Ava Daniels - Tracee Ellis Ross – Feketék fehéren (ABC) mint Rainbow Johnson - Elle Fanning – Nagy Katalin – A kezdetek (Hulu) mint II. Katalin orosz cárnő - Issa Rae – Bizonytalan (HBO) mint Issa Dee                                            |
| Legjobb alakítás minisorozatban vagy tévéfilmben | |
| Színész | Színésznő |
| - Michael Keaton – Dopesick (Hulu) mint Dr. Samuel Finnix - Paul Bettany – WandaVízió (Disney+) mint Vision - Oscar Isaac – Jelenetek egy házasságból (HBO) mint Jonathan Levy - Ewan McGregor – Halston (Netflix) mint Halston - Tahar Rahim – A kígyó (Netflix) mint Charles Sobhraj                                                            | - Kate Winslet – Easttowni rejtélyek (HBO) mint Marianne "Mare" Sheehan - Jessica Chastain – Jelenetek egy házasságból (HBO) mint Mira Phillips - Cynthia Erivo – Géniusz: Aretha (National Geographic) mint Aretha Franklin - Elizabeth Olsen – WandaVízió (Disney+) mint Wanda Maximoff / Skarlát Boszorkány - Margaret Qualley – Egy szobalány vallomása (Netflix) mint Alex |
| Legjobb mellékszereplő televíziós sorozatban, minisorozatban vagy tévéfilmben | |
| Mellékszereplő színész | Mellékszereplő színésznő |
| - O Jongszu (오영수, Oh Yeong-su) – Nyerd meg az életed (Netflix) mint O Ilnam (오일남, Oh Il-nam) - Billy Crudup – The Morning Show (Apple TV+) mint Cory Ellison - Kieran Culkin – Utódlás (HBO) mint Roman Roy - Mark Duplass – The Morning Show (Apple TV+) mint Charlie "Chip" Black - Brett Goldstein – Ted Lasso (Apple TV+) mint Roy Kent | - Sarah Snook – Utódlás (HBO) mint Siobhan "Shiv" Roy - Jennifer Coolidge – A Fehér Lótusz (HBO) mint Tanya McQuoid - Kaitlyn Dever – Dopesick (Hulu) mint Betsy Mallum - Andie MacDowell – Egy szobalány vallomása (Netflix) mint Paula - Hannah Waddingham – Ted Lasso (Apple TV+) mint Rebecca Welton                                                                        |

## Különdíjak

### Cecil B. DeMille-életműdíj
- Nem osztották ki.

### Carol Burnett-életműdíj
- Nem osztották ki.

### Golden Globe-nagykövet
- A címet nem ítélték oda.

## Többszörös jelölések és elismerések
| Jelölés | Díj | Cím                  |
| ------- | --- | -------------------- |
| 7       | 3   | A kutya karmai közt  |
| 7       | 0   | Belfast              |
| 4       | 3   | West Side Story      |
| 4       | 1   | Richard király       |
| 4       | 0   | Licorice Pizza       |
| 4       | 0   | Ne nézz fel!         |
| 3       | 1   | Az élet Ricardóéknál |
| 3       | 1   | Dűne                 |
| 3       | 1   | Encanto              |
| 2       | 1   | Tick, Tick... Boom!  |
| 2       | 0   | CODA                 |
| 2       | 0   | Cyrano               |
| 2       | 0   | Párhuzamos anyák     |
| 2       | 0   | Az elveszett lány    |

| Jelölés | Díj | Cím                       |
| ------- | --- | ------------------------- |
| 5       | 3   | Utódlás                   |
| 4       | 1   | Ted Lasso                 |
| 4       | 0   | The Morning Show          |
| 3       | 2   | Hacks                     |
| 3       | 1   | Dopesick                  |
| 3       | 0   | Egy szobalány vallomása   |
| 3       | 0   | Nagy Katalin – A kezdetek |
| 3       | 1   | Nyerd meg az életed       |
| 3       | 1   | Póz                       |
| 3       | 0   | Gyilkos a házban          |
| 2       | 1   | Easttowni rejtélyek       |
| 2       | 0   | Feketék fehéren           |
| 2       | 0   | Jelenetek egy házasságból |
| 2       | 0   | Lupin                     |
| 2       | 0   | WandaVízió                |